# Patrick Plojer
Patrick Plojer (* 26. März 2001 in Wels) ist ein österreichischer Fußballspieler.

## Karriere

### Verein
Plojer begann seine Karriere beim SC Offenhausen. 2010 wechselte er zum SK Blau-Weiß Stadl-Paura. Zur Saison 2015/16 kam er in die AKA Linz, in der er fortan sämtliche Altersstufen durchlief.
Im Mai 2019 debütierte er bei seinem Kaderdebüt für seinen Stammklub FC Juniors OÖ in der 2. Liga, als er am 28. Spieltag der Saison 2018/19 gegen die Kapfenberger SV in der 65. Minute für Marcel Monsberger eingewechselt wurde. Dies blieb sein einziger Saisoneinsatz für die Juniors. In der Saison 2019/20 konnte er sich in der 2. Liga etablieren und kam zu 21 Saisoneinsätzen, in denen er sieben Tore erzielte.
Im September 2020 debütierte er schließlich auch für die erste Mannschaft LASK in der Bundesliga, als er am dritten Spieltag der Saison 2020/21 gegen den Wolfsberger AC in der 82. Minute für Andreas Gruber eingewechselt wurde. In der Saison 2020/21 kam er zu insgesamt sieben Bundesligaeinsätzen, zudem spielte er 16 Mal für die Juniors. Nachdem er zu Beginn der Saison 2021/22 ausschließlich für die Juniors gespielt hatte, wurde er im August 2021 an den Zweitligisten FC Blau-Weiß Linz verliehen. Für Blau-Weiß kam er während der Leihe zu 14 Zweitligaeinsätzen. Zur Saison 2022/23 kehrte er zum LASK zurück, wo er aber in den Kader der drittklassigen LASK Amateure OÖ eingegliedert wurde.

### Nationalmannschaft
Plojer debütierte im Oktober 2018 gegen die Schweiz für die österreichische U-18-Auswahl. Im März 2020 spielte er gegen Slowenien erstmals für die U-19-Mannschaft.

## Persönliches
Sein Vater Franz (* 1964) war ebenfalls Fußballspieler und spielte für Union Wels und VOEST Linz in der Bundesliga.